# Ollersbach
Ollersbach ist ein Kirchort, eine Ortschaft und Katastralgemeinde in der Stadtgemeinde Neulengbach im Bezirk St. Pölten-Land in Niederösterreich. Die Ortschaft hat 721 Einwohner (Stand 1. Jänner 2024). Bis Ende 1970 war Ollersbach eine eigenständige Gemeinde.

## Geografie
Der Ort befindet sich im Westen von Neulengbach auf einem Nordhang. Der namensgebende Ollersbach entspringt im Walde oberhalb des Ortes, ist vollständig verrohrt und mündet westlich der Westbahn-Haltestelle Ollersbach (gibt es seit 1887) etwa bei der Brücke der Lustkandlgasse in den Seebach.

## Geschichte
Der Ort wurde 1105 als Adelgeresbach urkundlich genannt, 1171 als Algerspach, 1591 als Ollerßpach, also ein Gewässer, das nach einem Mann mit dem Namen Adelger benannt ist.
1881 wurde die Freiwillige Feuerwehr Ollersbach gegründet.
Laut Adressbuch von Österreich waren im Jahr 1938 in der Ortsgemeinde Ollersbach ein Bäcker, ein Friseur, zwei Gastwirte, zwei Gemischtwarenhändler, ein Sattler, zwei Schneiderinnen, ein Schuster, ein Tischler, ein Wagner und ein Landwirt mit Direktvertrieb ansässig.
Hier befand sich von den 1920er Jahren an bis 1938 das von Angela Adler begründete Künstlerheim Ollersbach der Vereinigung bildender Künstlerinnen Österreichs (heutige Adresse: Schüldenweg 47).
Mit 1. Jänner 1971 wurden im Zuge der Niederösterreichischen Kommunalstrukturverbesserung die bis dahin selbständigen Gemeinden Ollersbach, Raipoltenbach und Sankt Christophen nach Neulengbach eingemeindet.

## Öffentliche Einrichtungen
In Ollersbach befindet sich ein Kindergarten.

## Kultur und Sehenswürdigkeiten
- Schloss Baumgarten
- Katholische Pfarrkirche Ollersbach Mariä Himmelfahrt, zusammen mit dem Pfarrhof auf einem Hügelrücken im Süden des Ortes gelegen, umgeben von mittelalterlichen Wehr- und Stützmauern, urkundliche Erwähnung 1108.
- Kapelle Unterdambach, neogotisch von 1910

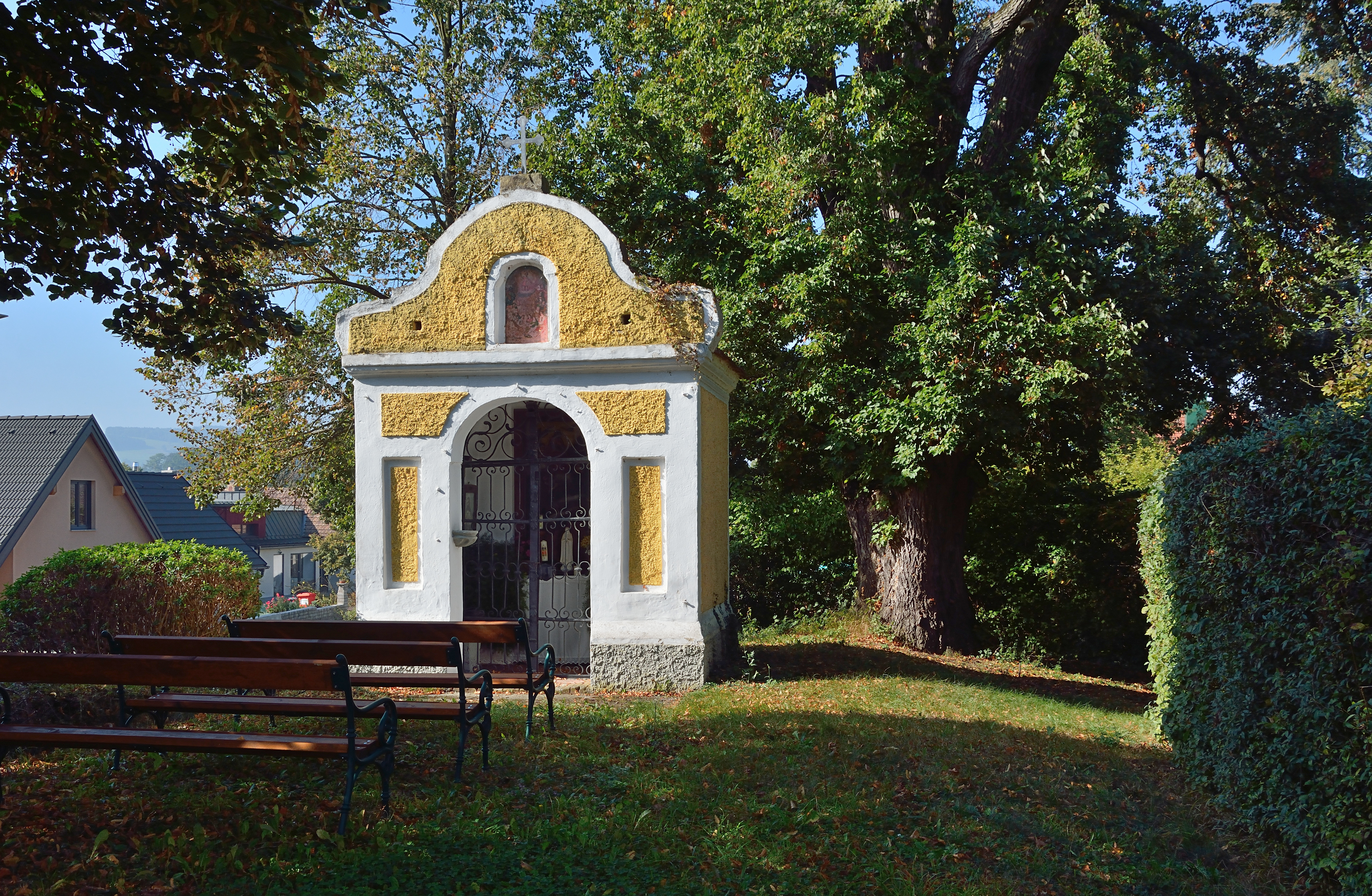
Wegkapelle in Schönfeld, dahinter die geschützte Winterlinde (Listeneintrag)

- Wegkapelle in Schönfeld, aus der zweiten Hälfte des 18. Jahrhunderts
- Freiwillige Feuerwehr Ollersbach[6]

## Persönlichkeiten
- Angela Adler (1877–1927), Malerin; sie begründete hier das Künstlerheim Ollersbach
- Heinz Pruckner (1911–1979), Beamter (Sektionschef), Sportler, Fußballschiedsrichter, Sportjournalist und Sportfunktionär
- Norbert Mussbacher (1926–2004), Abt des Stiftes Lilienfeld